# Temporada 2004 del Campeonato de España de Rally
La temporada 2004 fue la edición 48.ª del Campeonato de España de Rally. Comenzó el 26 de marzo en el Rally La Vila Joiosa y terminó el 27 de noviembre en el Rally de Avilés. El ganador fue Alberto Hevia copilotado por Alberto Iglesias a bordo de un Renault Clio S1600.

## Calendario
| N.º    | Fecha               | Rally                                    | Resultados |
| ------ | ------------------- | ---------------------------------------- | ---------- |
| 1      | 26-27 de marzo      | 14.º Rallye la Vila Joiosa               | Resultados |
| 2      | 17-20 de abril      | 28.º Rally de Canarias - El Corte Inglés | Resultados |
| 3      | 14-15 de mayo       | 26.º Rallye Cantabria Infinita           | Resultados |
| 4      | 28-29 de mayo       | 40.º Rallye Rías Baixas Redcom           | Resultados |
| 5      | 19-20 de junio      | 37.º Rally de Ourense                    | Resultados |
| 6      | 2-3 de julio        | 28.º Rallye de Avilés                    | Resultados |
| 7      | 11-12 de septiembre | 41.er Rallye Príncipe de Asturias        | Resultados |
| 8      | 2-3 de octubre      | 28.º Rallye Villa de Llanes              | Resultados |
| 9      | 5-6 de noviembre    | 8.º Rally Costa del Sol                  | Resultados |
| 10     | 26-27 de noviembre  | 14.º Rallye de Madrid - La Alcarria      | Resultados |
| Fuente |                     |                                          |            |

## Equipos
| Equipo                   | Automóvil                  | Piloto               | Copiloto               | Rondas            |
| Equipos oficiales        | Equipos oficiales          | Equipos oficiales    | Equipos oficiales      | Equipos oficiales |
| ------------------------ | -------------------------- | -------------------- | ---------------------- | ----------------- |
| Renault Sport España     | Renault Clio S1600         | Alberto Hevia        | Alberto Iglesias Pin   | 1-10              |
| Renault Sport España     | Renault Clio S1600         | José Piñón           | Rogelio Peñate         | 1-6               |
| Fiat Auto España         | Fiat Punto S1600           | Sergio Vallejo       | Diego Vallejo          | 1-10              |
| Fiat Auto España         | Fiat Punto S1600           | «Rantur»             | Roberto González       | 1, 3-8            |
| Fiat Auto España         | Fiat Punto S1600           | Eloy Entrecanales    | Borja Odriozola        | 1, 3-5            |
| Fiat Auto España         | Fiat Punto HGT             | Álvaro Bultó         | Rogelio Peñate         | 8                 |
| Citroën Sport            | Citroën C2 S1600           | Dani Sordo           | Carlos Del Barrio      | 9-10              |
| Citroën Sport            | Citroën C2 S1600           | Santiago Concepción  | Víctor del Rosario     | 8                 |
| Citroën Sport            | Citroën C2 S1600           | Miguel Ángel Fuster  | José Vicente Medina    | 2-7               |
| Citroën Sport            | Citroën Saxo S1600         | Miguel Ángel Fuster  | José Vicente Medina    | 1                 |
| Peugeot Sport España     | Peugeot 206 S1600          | Joan Vinyes          | Xavier Lorza           | 1-10              |
| Peugeot Sport España     | Peugeot 206 S1600          | Enrique García Ojeda | Luisa Raquel Fernández | 1-10              |
| Peugeot Sport España     | Peugeot 206 S1600          | Jonatahan de Miguel  | Ignacio Pernía         | 1, 3-9            |
| Mitsubishi Motors España | Mitsubishi Lancer Evo VIII | Roberto Méndez       | Salvador Belzunces     | 7-8               |
| Mitsubishi Motors España | Mitsubishi Lancer Evo VII  | Roberto Méndez       | Salvador Belzunces     | 1, 3-6            |
| Mitsubishi Motors España | Mitsubishi Lancer Evo VII  | Manuel Rueda         | Borja Rozada           | 1, 3-6, 9-10      |
| Mitsubishi Motors España | Mitsubishi Lancer Evo VIII | Manuel Rueda         | Borja Rozada           | 7-8               |
| Mitsubishi Motors España | Mitsubishi Lancer Evo VIII | Marc Gutiérrez       | Francesc Morell        | 6                 |
| Equipos privados         |                            |                      |                        |                   |
| RACC Motorsport          | Fiat Punto S1600           | Xavi Pons            | Oriol Juliá            | 1                 |
| Canarias Sport Club      | Toyota Corolla WRC         | Luis Monzón          | José Carlos Déniz      | 2                 |
| Canarias Sport Club      | Toyota Corolla WRC         | Juha Kankkunen       | Juha Repo              | 2                 |
| Auto Gomas Cantabria     | Citroën C2 S1600           | Dani Sordo           | Carlos Del Barrio      | 4-8               |
| Auto Gomas Cantabria     | Citroën Saxo S1600         | Manuel Cabo          | Alejandro Noriega      | 6-9               |

## Resultados

### Campeonato de pilotos
| Pos. | Piloto               | VLJ | CNR | CAN | RBX | ORN | AVI | PRA | VLL | CDS | MAD | Puntos |
| ---- | -------------------- | --- | --- | --- | --- | --- | --- | --- | --- | --- | --- | ------ |
| 1.   | Alberto Hevia        | 1   | Ret | 4   | 4   | 1   | 1   | 1   | 2   | 12  | 6   | 88     |
| 2.   | Joan Vinyes          | Ret | 2   | 2   | 1   | Ret | 6   | Ret | 1   | 2   | 2   | 83     |
| 3.   | Enrique García Ojeda | 13  | 1   | 1   | 2   | Ret | Ret | 2   | Ret | 3   | 4   | 72     |
| 4.   | Sergio Vallejo       | 4   | Ret | 8   | 7   | 3   | 2   | 3   | 3   | 4   | 3   | 68     |
| 5.   | Dani Sordo           |     |     |     | Ret | 5   | 3   | Ret | 4   | 1   | 1   | 54     |
| 6.   | José Piñón           | 5   | 4   | 9   | 6   | 2   | Ret |     |     |     |     | 35     |
| 7.   | Jonathan De Miguel   | Ret |     | 3   | 5   | Ret | 9   | Ret | 7   | 5   | 5   | 34     |
| 8.   | Miguel Ángel Fuster  | 2   | Ret | Ret | 3   | 7   | Ret | Ret |     |     |     | 26     |
| 9.   | Manuel Cabo          |     |     | 6   | 8   | 6   | 10  | Ret | 5   | 7   |     | 24     |
| 10.  | Santiago Concepción  |     |     |     | 10  | Ret | 4   | 4   | 6   | Ret | Ret | 22     |

### Campeonato de Marcas
| Pos. | Nombre     | Puntos |
| ---- | ---------- | ------ |
| 1    | Peugeot    | 592    |
| 2    | Citroën    | 370    |
| 3    | Renault    | 338    |
| 4    | Mitsubishi | 334    |
| 5    | Fiat       | 279    |
| 6    | SEAT       | 30     |

### Copa de copilotos
| Pos. | Nombre                 | Puntos |
| ---- | ---------------------- | ------ |
| 1    | Alberto Iglesias Pin   | 88     |
| 2    | Xavier Lorza           | 83     |
| 3    | Luisa Raquel Fernández | 72     |
| 4    | Diego Vallejo          | 68     |
| 5    | Carlos del Barrio      | 54     |
| 6    | Rogelio Peñate         | 35     |
| 7    | Ignacio Pernía         | 35     |
| 8    | José Vicente Medina    | 26     |
| 9    | Alejandro Noriega      | 25     |
| 10   | Víctor del Rosario     | 22     |

### Copa Grupo N
| Pos. | Nombre                | Puntos |
| ---- | --------------------- | ------ |
| 1    | Pedro Burgo           | 92     |
| 2    | Miguel Martínez-Conde | 81     |
| 3    | Victor J. Delgado     | 60     |
| 4    | Salvador Cañellas     | 58     |
| 5    | Roberto Méndez        | 33     |
| 6    | Manuel Rueda Sanchez  | 29     |
| 7    | Alberto Meira         | 27     |
| 8    | Antonio C. Garrido    | 25     |
| 9    | Javier Azcona         | 22     |
| 10   | Carlos Padilla        | 16     |

### Copa de Escuderías
| Pos. | Nombre                   | Puntos |
| ---- | ------------------------ | ------ |
| 1    | A.R. Vidal Racing        | 125    |
| 2    | A.D. Peñucas             | 86     |
| 3    | Teide R.A.C.T.           | 52     |
| 4    | RACC Motor Sport         | 45     |
| 5    | Escudería Valle Aridane  | 40     |
| 6    | Escudería La Garrotxa    | 37     |
| 7    | C.D. Jafsport            | 30     |
| 8    | A.C. Principado Asturias | 29     |
| 9    | Club Jarama RACE         | 23     |
| 10   | Escudería Maspalomas     | 16     |

### Trofeo júnior
| Pos. | Nombre          | Puntos |
| ---- | --------------- | ------ |
| 1    | Daniel Sordo    | 75     |
| 2    | Óscar Garre     | 52     |
| 3    | Dani Balasch    | 51     |
| 4    | Roberto Méndez  | 49     |
| 5    | Jordi Palomeras | 40     |
| 6    | Manuel Rueda    | 39     |
| 7    | Xavier Lujua    | 36     |
| 8    | David García    | 10     |

### Desafío Peugeot
| Pos. | Piloto               | Puntos |
| ---- | -------------------- | ------ |
| 1.   | Amador Vidal         | 136    |
| 2.   | David Colldecarreras | 126    |
| 3.   | Esteban Vallín       | 102    |
| 4.   | Marc Gutiérrez       | 93     |
| 5.   | Ángel Doménech       | 66     |
| 6.   | Miguel Arias         | 58     |
| 7.   | Isaac Guillén        | 56     |
| 8.   | Óscar Garre          | 44     |
| 9.   | Pablo Rey            | 39     |
| 10.  | Borja Arambarri      | 35     |

### Trofeo Citroën de rallyes
- Trofeo Citroën C2 Sport Car

| Pos. | Piloto           | Puntos |
| ---- | ---------------- | ------ |
| 1.   | Luis Carballido  |        |
| 2.   | Daniel Balasch   |        |
| 3.   | César González   |        |
| 4.   | Fernando Rico    |        |
| 5.   | Vicente Cabanes  |        |
| 6.   | Jordi Palomeras  |        |
| 7.   | Carlos Márquez   |        |
| 8.   | Jon Izaguirre    |        |
| 9.   | Álvaro Muñiz     |        |
| 10.  | José Mª Leiceaga |        |

### Súper Copa Fiat Punto rallyes
| Pos. | Piloto                 | Puntos |
| ---- | ---------------------- | ------ |
| 1.   | Abel Fernández         | 148    |
| 2.   | Josep Pérez            | 140    |
| 3.   | Francisco Javier Pardo | 132    |
| 4.   | Josep Basols           | 119    |
| 5.   | Iñaki Arbeláiz         | 103    |
| 6.   | Isaac Fernández        | 93     |
| 7.   | José M. San Jose       | 86     |
| 8.   | Enrique Sevilla        | 77     |
| 9.   | Jorge M. Cueto         | 64     |
| 10.  | Heriberto Rodríguez    | 62     |